# Revolta de la caserna de San Gil
La revolta de la caserna de San Gil va ser un motí contra la reina Isabel II d'Espanya que es va dur a terme el 22 de juny de 1866 a Madrid impulsat pels partits progressista i democràtic amb la intenció d'enderrocar la monarquia.

## Antecedents
L'any 1866 va ser especialment difícil per a la societat espanyola. El creixement econòmic s'havia paralitzat a causa de la crisi europea. La situació afectava la indústria i el ferrocarril. Això havia provocat una sortida de capital estranger, que era la base d'una bona part de la indústria espanyola. El Banc d'Espanya es va veure amb dificultats per afrontar el pagament dels bitllets de banc en moneda de metalls preciosos, cosa que va accelerar la preocupació no tan sols de les classes populars, sinó també de la classe mitjana i la burgesia. La crisi bancària va precipitar la crisi de la Borsa de Madrid i, en cascada, de les companyies d'assegurances, que tenien una part substancial dels estalvis de les famílies.

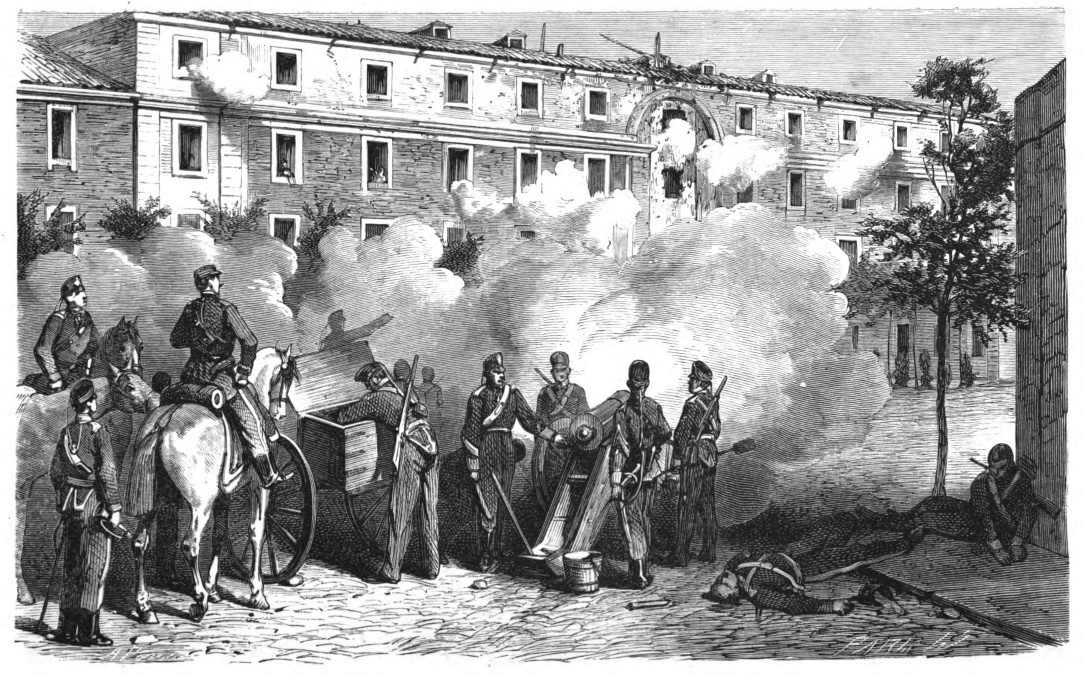
Atac i defensa dels artillers revoltats a la caserna de San Gil el dia 22 de juny de 1866. Gravat de Marcelo París per dibuix d'Alfredo Perea: Carlos Rubio, Historia filosófica de la revolución española de 1868, Madrid, 1868.

La greu situació social va ser àmpliament criticada pels partits democràtic i progressista, que s'enfrontaven amb la política governamental de Leopoldo O'Donnell, en plena caiguda de popularitat dels governs de la Unió Liberal.

## Els preparatius
En aquest estat de coses, des de la primavera anterior s'havia organitzat un moviment civicomilitar l'objectiu del qual era destronar la reina. Al capdavant de l'organització militar, des de l'exili, hi havia el general Joan Prim i Prats, evadit i condemnat a mort des del pronunciament de Villarejo de Salvanés. Els partidaris d'enderrocar la corona van designar Ricardo Muñiz com a responsable d'agitar els barris obrers i pobres de Madrid per acompanyar el cop d'estat d'una reacció popular. Entre els civils també hi havia Sagasta. Es va fixar la data del 26 de juny per a la revolta i es va nomenar com a comandaments els generals Blas Pierrard Alcedar i Juan Contreras y San Román, dirigits per Prim, que havia d'entrar per la frontera francesa per fer una proclama a Guipúscoa i ajudar així a l'aixecament de diferents unitats arreu del territori espanyol.
La primera unitat a revoltar-se aquell dia havia de ser la Caserna d'Artilleria de San Gil, a Madrid, que, juntament amb unitats d'infanteria, havia de prendre el Palau Reial i segrestar la reina.

## Els esdeveniments
Els suboficials sergents de la Caserna de San Gil eren els que havien de reduir els oficials el dia 26, però els fets es van precipitar. Temorosos de ser descoberts, ja que O'Donnell i el govern estaven informats de certs moviments militars al voltant de l'aquarterament, es van revoltar quatre dies abans, el 22, amb el capità Baltasar Hidalgo de Quintana al capdavant, i van aconseguir el seu primer objectiu. Els tres regiments d'artilleria es van dirigir a l'interior de la ciutat, cap a la Puerta del Sol, alhora que animaven la Caserna d'Infanteria de Muntanya a revoltar-se.
Durant el trajecte es van enfrontar amb unitats de la Guàrdia Civil i les van vèncer. Al mateix temps, O'Donnell, Narváez, Serrano, Isidoro de Hoyos i Zabala, a més d'una bona part de la resta dels generals destinats a Madrid, s'havien distribuït per la capital ocupant les unitats d'artilleria que no s'havien revoltat perquè es mantiguessin fidels, així com posicions defensives al Palau Reial. A la Puerta del Sol estava previst que se'ls unissin els milicians mobilitzats pels homes de Ricardo Muñiz, però les forces lleials al govern van mantenir la posició amb durs combats durant la nit. Alhora, unitats artilleres revoltades van mirar d'entrar al Palau Reial juntament amb més de mil milicians, però no ho van aconseguir i van ser detingudes per unitats lleials a la reina, que els van disparar des de dins de la plaça i del mateix edifici.
Una vegada els revoltats no van poder continuar avançant, les tropes de Serrano i O'Donnell van executar un pla per reduir les barricades que s'havien instal·lat en diversos carrers de la ciutat fins a rodejar els revoltats a la mateixa caserna d'on havien sortit. El dia 23, l'edifici artiller estava envoltat i es va combatre pis per pis fins a prendre'l per complet aquella tarda. Les últimes barricades van ser assaltades per les unitats que dirigiria el general Francisco Serrano i es va donar per conclosa la revolta.
Pocs dies després van ser jutjats en consell de guerra sumaríssim setanta oficials i suboficials que havien participat en els fets. Tots van ser condemnats a mort i afusellats al costat dels murs exteriors de la plaça de toros, que llavors estava situada a uns cent metres de la Puerta de Alcalá.